# Northern line (Liverpool)
La Northern line è una linea del servizio ferroviario suburbano della città di Liverpool.
Caratterizzata dal colore azzurro, insieme alla Wirral line è una delle due ferrovie suburbane operate da Merseyrail, società che invece non opera su una terza linea cittadina ovvero la City line.

## Percorso
Il suo percorso è sotterraneo in prossimità del centro di Liverpool. Hunts Cross è l'unico capolinea in direzione sud, mentre in direzione nord sono presenti tre diramazioni con Southport, Ormskirk e Kirkby come rispettivi capolinea. Solo i treni diretti a Southport partono da Hunts Cross, mentre i treni diretti a Ormskirk e Kirkby hanno la stazione di Liverpool Central come punto di partenza.
Le stazioni di interscambio con la Wirral line sono due: Liverpool Central e Moorfields. I quattro capolinea (oltre alla stazione Liverpool South Parkway) permettono un interscambio con altre tratte della National Rail.

## Caratteristiche
Così come la Wirral line, anche la Northern line è elettrificata a 750 V DC tramite terza rotaia, mentre lo scartamento è standard (1 435 millimetri). I treni viaggiano ad una velocità massima di circa 97 km/h (60 mph).
I treni diurni operano ogni 15 minuti dal lunedì al sabato e ogni 30 minuti la domenica, ad eccezione dell'estate quando le frequenze della domenica sulla rotta di Southport aumentano ad una ogni 15 minuti. Nelle ore di punta, i treni da e per Southport e Ormskirk vengono ampliati a 6 carrozze, così come avviene nei fine settimana estivi sulla rotta di Southport.